# Sant Esteve de la Morana
Sant Esteve de la Morana és l'església parroquial de la Morana, al municipi de Torrefeta i Florejacs (Segarra), inclosa a l'Inventari del Patrimoni Arquitectònic de Catalunya.

## Descripció
Església construïda a base de grans carreus de pedra molt ben escairats, que ha estat restaurada recentment. No és un edifici que es trobi aïllat, sinó que està ubicada entre altres edificis que s'han construït amb posterioritat. S'accedeix a aquesta a través d'una portada rectangular amb llinda que s'obre al mur de ponent, amb la data inscrita de "1771". Damunt aquesta portada apareix una petita rosassa. L'església consta d'una sola nau amb un petit creuer.
La torre del campanar s'aixeca als peus de l'església; està formada per dos cossos i és de secció quadrangular amb quatre obertures de mig punt al nivell de les campanes.
La façana de tramuntana presenta una imatge molt diferent de la principal, amb restes d'arrebossat.